# رئیس مجلس شورای ملی اکوادور
رئیس مجلس شورای ملی اکوادور رئیس قوه مقننه اکوادور است. در سال ۲۰۰۹ مجلس شورای ملی جایگزین کنگره ملی اکوادور شد. سمت ریاست شورای ملی از آن زمان وجود داشته‌است.
در زیر لیست کاملی از روسای مجلس شورای ملی وجود دارد:
| № | پرتره | نام (زاده)                   | مدت           | مدت         | حزب        |
| - | ----- | ---------------------------- | ------------- | ----------- | ---------- |
| ۱ |       | فرناندو کوردرو کوئوا (1953–) | 31 ژوئیه 2009 | 14 می ۲۰۱۳  | اتحاد PAIS |
| ۲ |       | گابریلا ریادنیرا (1983–)     | 14 می 2013    | 14 می ۲۰۱۷  | اتحاد PAIS |
| ۳ |       | خوزه سرانو (1970–)           | 14 می 2017    | ۹ مارس 2018 | اتحاد PAIS |
| ۴ |       | الیزابت کابیزاس (1963–)      | 14 مارس 2018  | ۱۴ می ۲۰۱۹  | اتحاد PAIS |
| ۵ |       | سزار لیتاردو (1979-)         | 14 می 2019    | متصدی       | اتحاد PAIS |